# Tùy Cung Đế
Tùy Cung Đế (chữ Hán: 隋恭帝; 605 – 14 tháng 9 năm 619), tên húy là Dương Hựu (giản thể: 杨侑; phồn thể: 楊侑; bính âm: Yáng Yòu), là hoàng đế thứ ba của triều Tùy. Theo truyền thống, ông được xem là vị hoàng đế cuối cùng của triều đại do là người đã chính thức thiện nhượng cho Lý Uyên - hoàng đế khai quốc triều Đường, mặc dù sau đó, Dương Đồng đã xưng đế và tiếp tục tại vị cho đến năm 619.
Lý Uyên đã nổi dậy chống lại sự cai trị của Tùy Dạng Đế vào năm 617 và chiếm được kinh thành Trường An trong cùng năm, bắt giữ Dương Hựu và tuyên bố lập ông làm hoàng đế, song chỉ có các quận nằm dưới quyền cai quản của Lý Uyên mới công nhận ông là hoàng đế; các quận khác tiếp tục công nhận Tùy Dạng Đế là hoàng đế. Năm 618, sau khi biết tin Tùy Dạng Đế bị tướng Vũ Văn Hóa Cập sát hại, Lý Uyên đã buộc thiếu hoàng đế phải thiện nhượng cho mình. Tùy Cung Đế qua đời vào năm sau đó, có thể là theo lệnh của Lý Uyên.

## Dưới thời Tùy Dạng Đế
Dương Hựu sinh năm 605, là đệ tam tử của Dương Chiêu- thái tử của Tùy Dạng Đế. Mẹ của Dương Hựu là Vi thái tử phi. Trên ông là anh cả Dương Đàm (楊倓) và anh hai Dương Đồng. Tuy nhiên, theo nguyên tắc kế thừa của Nho giáo, ông được xem là người thừa kế hợp thức do có mẹ là chính thất, trong khi mẹ của Dương Đàm và Dương Đồng là tiểu thiếp.
Dương Chiêu qua đời vào năm 606. Tuy nhiên, Tùy Dạng Đế không lập Dương Hựu hay các anh trai của ông làm hoàng thái tôn, khiến việc ai sẽ kế vị ngai vàng trở nên không rõ ràng. Tùy Dạng Đế phong vương cho ba nhi tử của Dương Chiêu, trong đó Dương Hựu được phong tước Đại vương. Do Tùy Dạng Đế không thường xuyên ở tại kinh thành Trường An, bắt đầu từ năm 613, Dạng Đế giao cho hoàng tôn Dương Hựu mới 8 tuổi lưu thủ Trường An trên danh nghĩa, song trách nhiệm trên thực tế thuộc về tướng Vệ Văn Thăng (衛文昇). Cũng trong năm đó, khi tướng Dương Huyền Cảm nổi dậy và tấn công vào đông đô Lạc Dương, Vệ Văn Thăng là người dẫn quân từ Trường An đễn cứu viện Lạc Dương.
Năm 617, tướng Lý Uyên đã nổi dậy tại căn cứ ở Thái Nguyên (太原, nay thuộc Thái Nguyên, Sơn Tây). Lý Uyên vừa muốn cách biệt với Tùy Dạng Đế lại vừa tuyên bố với quân Tùy rằng mình vẫn trung thành với triều đình, nói rằng mục tiêu của mình là để ủng hộ Dương Hựu lên làm hoàng đế và thuyết phục Tùy Dạng Đế trở về từ Giang Đô (江都, nay thuộc Dương Châu, Giang Tô) làm Thái thượng hoàng. Lý Uyên nhanh chóng tiến quân đến Trường An, còn Vệ Văn Thăng đã chết trong chiến dịch này. Các thuộc cấp của Vệ Văn Thăng là Âm Thế Sư (陰世師) và Cốt Nghi (骨儀) lưu thủ kinh thành và bảo vệ Dương Hựu.
Vào đông năm 617, quân của Lý Uyên chọc thủng tuyến phòng thủ của Trường An. Lý Uyên bắt được Dương Hựu và tôn Dương Hựu là hoàng đế, tức Cung Đế, tuyên bố Tùy Dạng Đế trở thành Thái thượng hoàng, song địa vị hoàng đế của Dương Hựu chỉ được các lãnh thổ nằm dưới quyền kiểm soát của Lý Uyên công nhận.

## Trị vì
Mặc dù tôn Dương Hựu làm hoàng đế, quyền lực vẫn nằm trong tay Lý Uyên, Lý Uyên đã buộc Tùy Cung Đế phải phong cho ông ta làm Đường vương. Trong một thời gian ngắn, các quận xung quanh, bao gồm hầu hết Thiểm Tây, Tứ Xuyên và Trùng Khánh ngày nay, đã khuất phục Lý Uyên.
Do Lạc Dương phải hứng chịu cuộc tấn công của thủ lĩnh khởi nghĩa nông dân Lý Mật, vào mùa xuân năm 618, Lý Uyên phái hai con là Lý Kiến Thành và Lý Thế Dân dẫn một đội quân tiến đến, tuyên bố là đi cứu viện Lạc Dương. Quân Tùy ở Lạc Dương từ chối công nhận quyền lực của Lý Uyên và không giao thiệp với quân của Lý Kiến Thành và Lý Thế Dân, đội quân này cũng triệt thoái sau khi giao chiến ngắn ngủi với quân Lý Mật
Vào mùa hè năm 618, chỉ sáu tháng sau khi Tùy Cung Đế đăng cơ, Lý Uyên đã buộc ông phải nhường ngôi cho mình, trở thành Đường Cao Tổ và lập ra triều Đường.

## Sau khi trị vì
Đường Cao Tổ giáng Tùy Cung Đế là Hi (Huề) quốc công. Hi quốc công qua đời vào mùa thu năm 619, và mặc dù sử sách cổ xưa không đề cập một cách trực tiếp, song chúng ngụ ý rằng ông bị giết theo lệnh của hoàng đế triều Đường. Dương Hựu không có con, và tước hiệu của ông do cháu Dương Hành Cơ (楊行基) kế tập.